# Denis Lawson

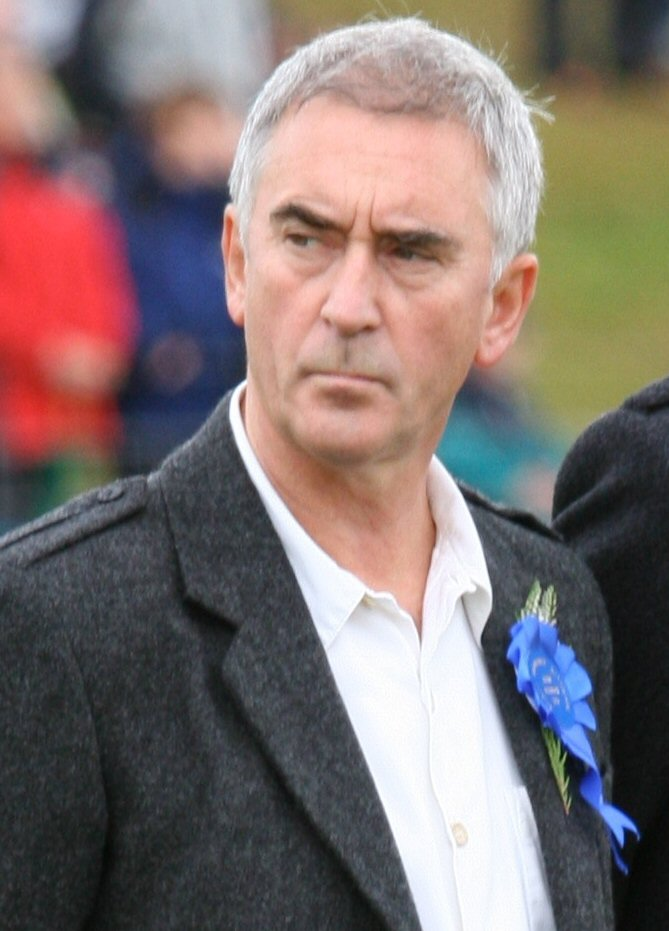
Denis Lawson

Denis Lawson (* 27. September 1947 in Crieff, Perth and Kinross) ist ein schottischer Theater-, Film- und Fernsehschauspieler.

## Leben
Denis Lawson ist durch seine Rollen als Wedge Antilles in der ursprünglichen Star-Wars-Trilogie (1977–1983) bekannt und als Hotelbesitzer und Anwalt Gordon Urquhart in der britischen Komödie Local Hero. Er ist ein vielbeschäftigter Fernsehdarsteller. 2002 vollendete er seine erste Regiearbeit, einen auf der Kurzgeschichte Solid Geometry von Ian McEwan basierenden Kurzfilm mit seinem Neffen Ewan McGregor in der Hauptrolle. In der Star-Wars-Fortsetzung Der Aufstieg Skywalkers, war er 2019 ein weiteres Mal in der Rolle des Wedge Antilles zu sehen.
Lawson war von 2004 bis zu ihrem Tod im Jahr 2005 mit der Schauspielerin Sheila Gish verheiratet. Zuvor waren die beiden mehr als 20 Jahre liiert. Er hat ein Kind aus einer früheren Beziehung.

## Filmografie (Auswahl)
- 1969: Dr. Finlay’s Casebook (Fernsehserie, Folge 7x22)
- 1971: Blow Job
- 1975: Dinosaur
- 1977: Der Mann mit der eisernen Maske (The Man in the Iron Mask, Fernsehfilm)
- 1977: Providence
- 1977: Krieg der Sterne (Star Wars)
- 1977: Inferno 2000 (Holocaust 2000)
- 1980: Das Imperium schlägt zurück (Star Wars: Episode V – The Empire Strikes Back)
- 1983: Local Hero
- 1983: Jim Bergerac ermittelt (Bergerac, Fernsehserie)
- 1983: Die Rückkehr der Jedi-Ritter (Star Wars Episode VI: Return of the Jedi)
- 1984–1986: The Kit Curran Radio Show / Kit Curran (Fernsehserie, 12 Folgen)
- 1984: Ein Umzug kommt selten allein (The Chain)
- 1986: That Uncertain Feeling (Miniserie)
- 1989–1990: The Justice Game (Fernsehserie, 7 Folgen)
- 1991: Die Juwelenjagd (Bejewelled, Fernsehfilm)
- 1996: Ein königlicher Skandal (A Royal Scandal, Fernsehfilm)
- 1996: Geschichten aus der Gruft (Tales from the Crypt, Fernsehserie, Folge 7x09)
- 1998: Hornblower – Die Leutnantsprüfung (The Examination for Lieutenant, Fernsehfilm)
- 1998–1999: The Ambassador (Fernsehserie, 12 Folgen)
- 2000–2001: Bob Martin (Fernsehserie, 12 Folgen)
- 2002–2004, 2019: Holby City (Fernsehserie, 61 Folgen)
- 2005: Bleak House (Miniserie)
- 2007: Agatha Christie’s Marple (Fernsehserie, Folge 3x02 Ordeal by Innocence)
- 2007: Jekyll (Miniserie)
- 2007: Robin Hood (Fernsehserie, Folge 2x06)
- 2008: Das Leiden Christi (The Passion, Miniserie)
- 2009: Law & Order: UK (Fernsehserie, Folge 2x04)
- 2009: Enid (Fernsehfilm)
- 2009: Mister Eleven (Miniserie)
- 2011: Perfect Sense
- 2011: Hustle – Unehrlich währt am längsten (Hustle, Fernsehserie, Folge 7x04)
- 2011: Marchlands (Miniserie)
- 2012: Broken
- 2012: Parade’s End – Der letzte Gentleman (Parade’s End, Miniserie)
- 2012–2015: New Tricks – Die Krimispezialisten (New Tricks, Fernsehserie, 37 Folgen)
- 2013: The Wee Man
- 2013: The Machine
- 2014, 2024: Inside No. 9 (Fernsehserie, 2 Folgen)
- 2016–2017: Brian Pern (Fernsehserie, 2 Folgen)
- 2017: Victoria (Fernsehserie, Folge 2x07)
- 2018: Death in Paradise (Fernsehserie, Folge 7x01)
- 2019: Star Wars: Der Aufstieg Skywalkers (Star Wars: The Rise of Skywalker)
- 2023: Star Wars: Visionen (Star Wars: Visions, Fernsehserie, Stimme von Wedge)
- 2024: Sister Boniface Mysteries (Fernsehserie, Folge 3x02)
- 2025: Father Brown (Fernsehserie, 2 Folgen)